# ドン・ルース
ドン・ルース（Don Roos、1955年4月14日 - ）は、アメリカ合衆国の脚本家、映画監督。ニューヨーク生まれ。『熟れた果実』のVHSのパッケージには「ドナルド・ロス」名義で記述がされていた。
『ラブ・フィールド』のヒロインは彼の肉親をモデルにしている。また同作品は、ミシェル・ファイファーにベルリン国際映画祭女優賞をもたらした。

## フィルモグラフィ
- ルームメイト Single White Female (1992) 脚本
- ラブ・フィールド Love Field (1992) 脚本
- ボーイズ・オン・ザ・サイド Boys on the Side (1995) 脚本
- 悪魔のような女 Diabolique (1996) 脚本
- 熟れた果実 The Opposite of Sex (1997) 監督・脚本
- 偶然の恋人 Bounce (2000) 監督・脚本
- ハッピー・エンディング Happy Endings (2005) 監督・脚本
- マーリー 世界一おバカな犬が教えてくれたこと Marley & Me (2008) 脚本
- 水曜日のエミリア The Other Woman (2009) 監督・脚本
- THIS IS US This is Us (2017) 脚本
- ガーンジー島の読書会の秘密 The Guernsey Literary and Potato Peel Pie Society (2018) 脚本